# John Bosman
John Bosman, all'anagrafe Johannes Jacobus Bosman (Bovenkerk, 1º febbraio 1965), è un ex calciatore e allenatore di calcio olandese, di ruolo attaccante.

## Carriera

### Club

#### AFC Ajax
Bosman inizia la sua carriera con l'Ajax, con il quale debutta in Eredivisie nella stagione 1983-1984 il 20 novembre 1983 nella vittoria per 5-2 contro il Roda JC, segnando un gol. In cinque stagioni gioca 165 partite con l'Ajax, segnando un totale di 105 gol e facendo concorrenza a Marco van Basten. Con 77 gol in campionato si trova nella top-20 di tutti i marcatori dell'Ajax. Dopo la partenza di van Basten, Bosman diventa il capocannoniere della squadra nella stagione 1987-88. Nella sua quinta e ultima stagione all'Ajax partecipa alla finale di Coppa delle Coppe, perdendola per 1-0 contro i belgi del KV Mechelen, allenati dall'ex allenatore dell'Ajax Aad de Mos. A fine stagione Bosman si trasferisce proprio nella stessa squadra belga.

#### KV Mechelen
Con il KV Mechelen Bosman vince un campionato belga e la Supercoppa Europea nel 1989. Grazie a questi successi, molti giocatori sono stati incoraggiati a trasferirsi al Mechelen.

#### PSV Eindhoven
Bosman lascia il Mechelen per approdare al PSV nel 1990 come successore di Wim Kieft. Il suo ruolo al PSV è di giocare davanti a Romário, ma in questo ruolo si sente a disagio, rischiando anche di perdere il posto a favore di Twan Scheepers. Con Il PSV diventa ancora una volta campione d'Olanda, ma a fine stagione viene ceduto all'Anderlecht.

#### RSC Anderlecht
All'Anderlecht Bosman ritrova vari ex compagni del Mechelen, come Graeme Rutjes e Bruno Versavel, oltre che l'allenatore Aad De Mos. Viene soprannominato dai tifosi "la giraffa". In totale Bosman segna 71 gol per l'Anderlecht.

#### FC Twente
Bosman continua la sua carriera nel Twente, dove si rivela prezioso, concentrato, forte e preciso e segna 34 gol.

#### AZ Alkmaar
Nel 1999 passa all'AZ Alkmaar per Dirk Scheringa. All'AZ gioca ad alti livelli e occupa un ruolo chiave nella squadra, aiutando gli attaccanti più giovani a crescere.
Nel 2002 Bosman decide di lasciare il calcio. La prematura morte del figlio Devin, morto nell'ottobre 2001 in un incidente stradale, condiziona molto la sua decisione.

### Nazionale
Bosman ha giocato 30 partite, segnando 17 gol, con la nazionale olandese. Durante una partita valida per le qualificazioni agli Europei del 1988 contro Cipro, giocata il 28 ottobre 1987, Bosman ha segnato 5 gol. Questa prestazione è stata poi messa in ombra dal cosiddetto "Bomincident".
Bosman ha fatto parte della selezione olandese per gli europei del 1988, giocando le partite contro Unione Sovietica e Irlanda. In un primo momento Bosman era titolare, ma dopo la sconfitta contro l'Unione Sovietica il CT Rinus Michels decise di far giocare da titolare Marco van Basten, poi diventato la stella di quegli Europei. Bosman ha partecipato con la nazionale olandese anche ai mondiali del 1994.

## Il "Bomincident"
Durante una partita di qualificazione per gli europei del 1988 tra Paesi Bassi e Cipro, una bomba fatta in casa esplose vicino al portiere cipriota Andreas Charitou, che venne accompagnato fuori dal campo in barella e sostituito, ma gli altri giocatori ciprioti decisero di lasciare il campo in segno di protesta, rifiutandosi di riprendere il gioco. Dopo molte pressioni da parte olandese, l'arbitro lussemburghese Roger Filippi decise di far continuare la partita, che finì 8-0 con 5 gol di Bosman, che istituì così un record che però non venne mai convalidato.
La UEFA decise che la partita non era valida e stabilì il risultato di 3-0 a tavolino in favore di Cipro, permettendo così alla Grecia di rientrare in lotta per qualificarsi agli europei. Gli olandesi presentarono appello contro la decisione dell'UEFA. Durante l'appello il famoso chirurgo dottor Grip dichiarò che il portiere cipriota non era stato effettivamente ferito. Il 9 dicembre 1987 fu disputato il replay ad Amsterdam, terminato 4-0 per gli olandesi con una tripletta di Bosman. Con questo risultato l'Olanda si qualificò per gli Europei, rendendo di fatto inutile la partita contro la Grecia.
I greci non furono soddisfatti da questa decisione e accusarono la UEFA di preferire la squadra olandese nella fase finale degli Europei rispetto a quella greca per motivi economici (poiché gli Europei si disputavano in Germania Ovest, dalla vicina Olanda sarebbero potuti arrivare più tifosi rispetto che dalla Grecia). In segno di protesta l'ultima partita del girone tra Olanda e Grecia fu disputata nel piccolo stadio dell'isola di Rodi dalla nazionale B greca: la partita finì comunque 3-0 per l'Olanda.
La bomba era nascosta in una pallina da tennis, lanciata da un ragazzo di 21 anni, John Steel, proveniente dalla città di Oss, che fu immediatamente arrestato.

## Palmarès

### Club

#### Competizioni nazionali
- Campionato olandese: 2

Ajax: 1984-1985
PSV Eindhoven: 1990-1991
- Coppa dei Paesi Bassi: 2

Ajax: 1985-1986, 1986-1987
- Campionato belga: 4

Mechelen: 1988-1989
Anderlecht: 1992-1993, 1993-1994, 1994-1995
- Supercoppa del Belgio: 2

Anderlecht: 1993, 1995
- Coppa del Belgio: 1

Anderlecht: 1993-1994

#### Competizioni internazionali
- Coppa delle Coppe: 1

Ajax: 1986-1987
- Supercoppa UEFA: 1

Mechelen: 1988

### Nazionale
- Campionato d'Europa: 1

1988

### Individuale
- Capocannoniere della Coppa delle Coppe: 1

1986-1987 (8 gol)